# Хуан Посадас
Оме́ро Рому́ло Кріста́ллі Фрасне́ллі, відомий під псевдонімом Хуа́н Поса́дас (20 січня 1912 , Аргентина  — 14 травня 1981 , Рим ), ― аргентинський політик троцькістського спрямування, уфолог, засновник і головний ідеолог доктрини посадизму, що сполучає марксистську теорію з месіанським ставленням до ядерної війни та вірою в інопланетян-комуністів.

## Життєпис
Омеро Фраснеллі народився 1912 року в Аргентині у бідній родині італійських іммігрантів з міста Матера. Мав щонайменше дев'ятьох братів і сестер, дитинство провів у Буенос-Айресі. Замолоду грав за футбольний клуб Estudiantes de La Plata. Економічне становище призводило родину Омеро до постійних проблем зі здоров'ям та суттєво вплинуло на його погляди щодо капіталізму.
У 1930‑х роках працював чоботарем і організував профспілку чоботарів та шкіряників у місті Кордова. У цей період балотувався в провінційні органи влади від Соціалістичної робітничої партії Буенос-Айреса. Пізніше вступив до Революційної соціалістичної партії (ісп. Partido de la Revolución Socialista), яка в 1941 році приєдналась до Четвертого Інтернаціоналу.
Хуан Посадас став лідером Латиноамериканського бюро Четвертого Інтернаціоналу, і під його керівництвом троцькістський рух почав поширюватися по всьому регіону. Коли 1953 року в Четвертому інтернаціоналі стався розкол, Посадас та його прихильники підтримали Мішеля Пабло та Міжнародний секретаріат Четвертого Інтернаціоналу (МСЧІ). Однак до 1959 року відносини між Латиноамериканським бюро та Міжнародним секретаріатом були досить напруженими. Претензії до міжнародного керівництва полягали у тому, що воно недостатньо впевнено розглядає революційні перспективи. Також відмінності полягали у підходах до ядерної війни. Посадас вважав, що ядерна «війна — революція» може «привести до загибелі сталінізму та капіталізму», і що ядерна війна є неминучою та бажаною для формування соціалістичного суспільства. Посадас та його прихильники, переважно сконцентровані в Аргентині, відкололися від МСЧІ у 1962 році, заснувавши власний посадистський Четвертий Інтернаціонал.
Хуан Посадас вважав глобальну ядерну війну не катастрофою, а неминучим і бажаним етапом на шляху до знищення капіталізму й побудови світового комунізму. Він також стверджував, що існування НЛО свідчить про наявність соціального устрою, що перевершує людський, на інших планетах, а прибульці потенційно можуть допомогти людству здійснити революцію. У пізніх працях Посадас розвивав ідею телепатичного контакту між людьми й дельфінами, вважаючи їх потенційними учасниками майбутнього комуністичного суспільства. Він пророкував гармонійне співіснування людини з природою та тваринним світом після революції.
Посадистський Четвертий Інтернаціонал мав авторитарну, сектоподібну структуру: Посадас вимагав повного підпорядкування та контролював не лише політичну, а й особисту сферу життя членів. Репресивна дисципліна, заборона на критику й особисті свободи призвели до масових виходів з організації у 1970-х роках.
Смерть Хуана Посадаса у 1981 році ознаменувала завершення активної діяльності посадистського Інтернаціоналу. Організація після цього практично розпалася, залишивши по собі лише кілька ізольованих гуртків давніх прибічників.

## Праці в перекладі українською
- Посадас, Хуан. Літаючі тарілки, рух матерії та енергії, наука, революція та боротьба робітничого класу та соціалістичне майбутнє людства (1968) — Марксистський інтернет-архів
- Посадас, Хуан. Дітонародження в космосі, довіра людства і соціалізм(1970) — Марксистський інтернет-архів
- Посадас, Хуан. Війна це не кінець світу: це атомна «калюжа» (1972) — Марксистський інтернет-архів
- Посадас, Хуан. Енергія повинна бути поставлена на службу народу (1977) — Марксистський інтернет-архів
- Посадас, Хуан. Відносини з тваринами та соціалізм (1978) — Марксистський інтернет-архів
- Посадас, Хуан. Про екологів (1979) — Марксистський інтернет-архів
- Посадас, Хуан. До питання екологічного руху (1979) — Марксистський інтернет-архів
- Посадас, Хуан. Війна та ліквідація капіталістичної системи у світовому масштабі (1979) — Марксистський інтернет-архів
- Посадас, Хуан. Про соціалістичне майбутнє людства (1981) — Марксистський інтернет-архів